# Vaniškovce
Vaniškovce est un village de Slovaquie situé dans la région de Prešov.

## Histoire
Première mention écrite du village en 1345.

## Démographie

### Évolution de la population
| Année:               | 1994. | 2004.   | 2014.    | 2024.   |
| -------------------- | ----- | ------- | -------- | ------- |
| Nombre de personnes: | 343   | 335     | 385      | 401     |
| Différence:          |       | -2,33 % | +14,92 % | +4,15 % |

| Année:               | 2023. | 2024. |
| -------------------- | ----- | ----- |
| Nombre de personnes: | 401   | 401   |
| Différence:          |       | +0 %  |